# Илхури Алин
Илхури Алин е планински хребет в Североизточен Китай, в автономния регион Вътрешна Монголия и провинция Хъйлундзян, източно разклонение на планината Голям Хинган, която чрез него се свързва с най-северната част на планината Малък Хинган. Простира се от запад на изток на протежение около 200 km. Максимална височина 1290 m, издигаща се в западната му част. Изграден е основно от гнайси, гранити и млади ефузиви. Покрай северното и южното му подножие преминава пояс от тектонски разломи. От южните му склонове води началото си река Нундзян (ляв приток на Сунгари) и нейните десни притоци Ладулихъ и Добукуерхъ, а от северните – река Хумархъ (десен приток на Амур) и десният ѝ приток Тахъ. Южните му склонове са покрити с брезови и дъбови гори, а северните – от лиственична тайга, развита върху вечно замръзнала почва.